# San Giovanni Bosco in Via Tuscolana

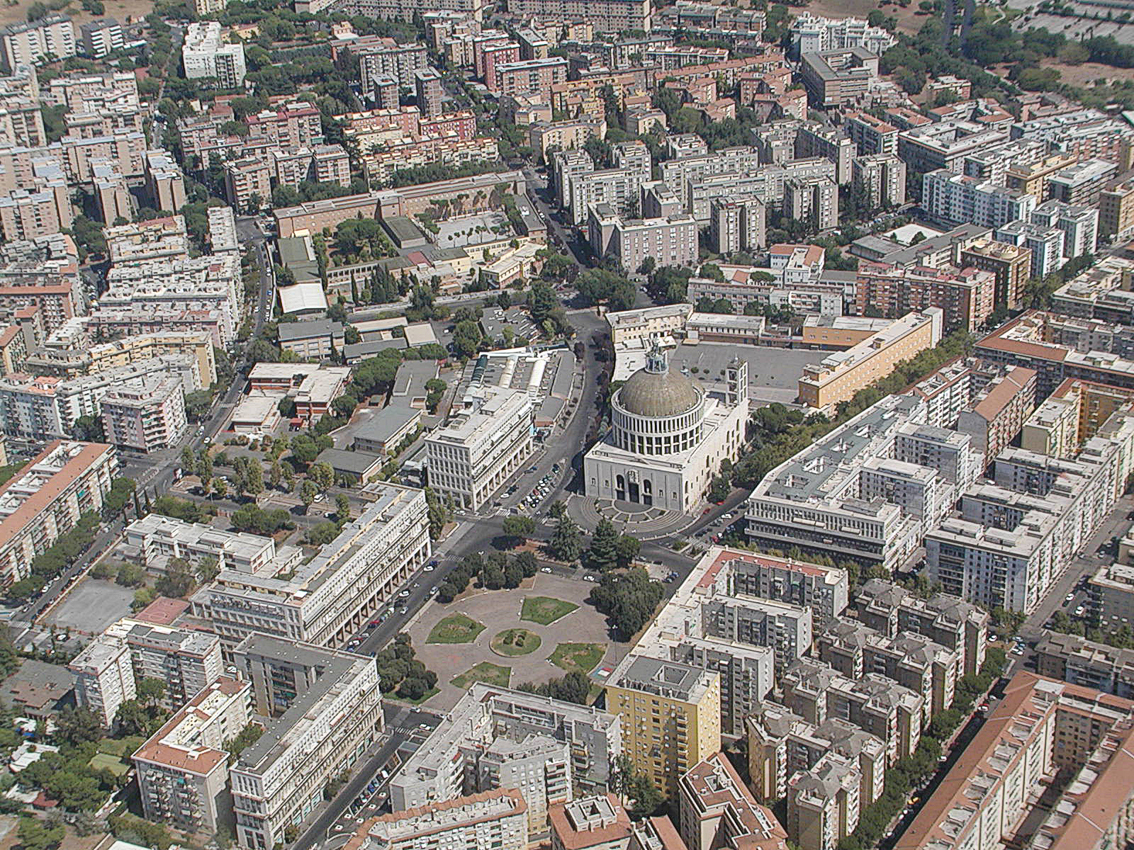
Letecký pohled na baziliku a okolní stavby

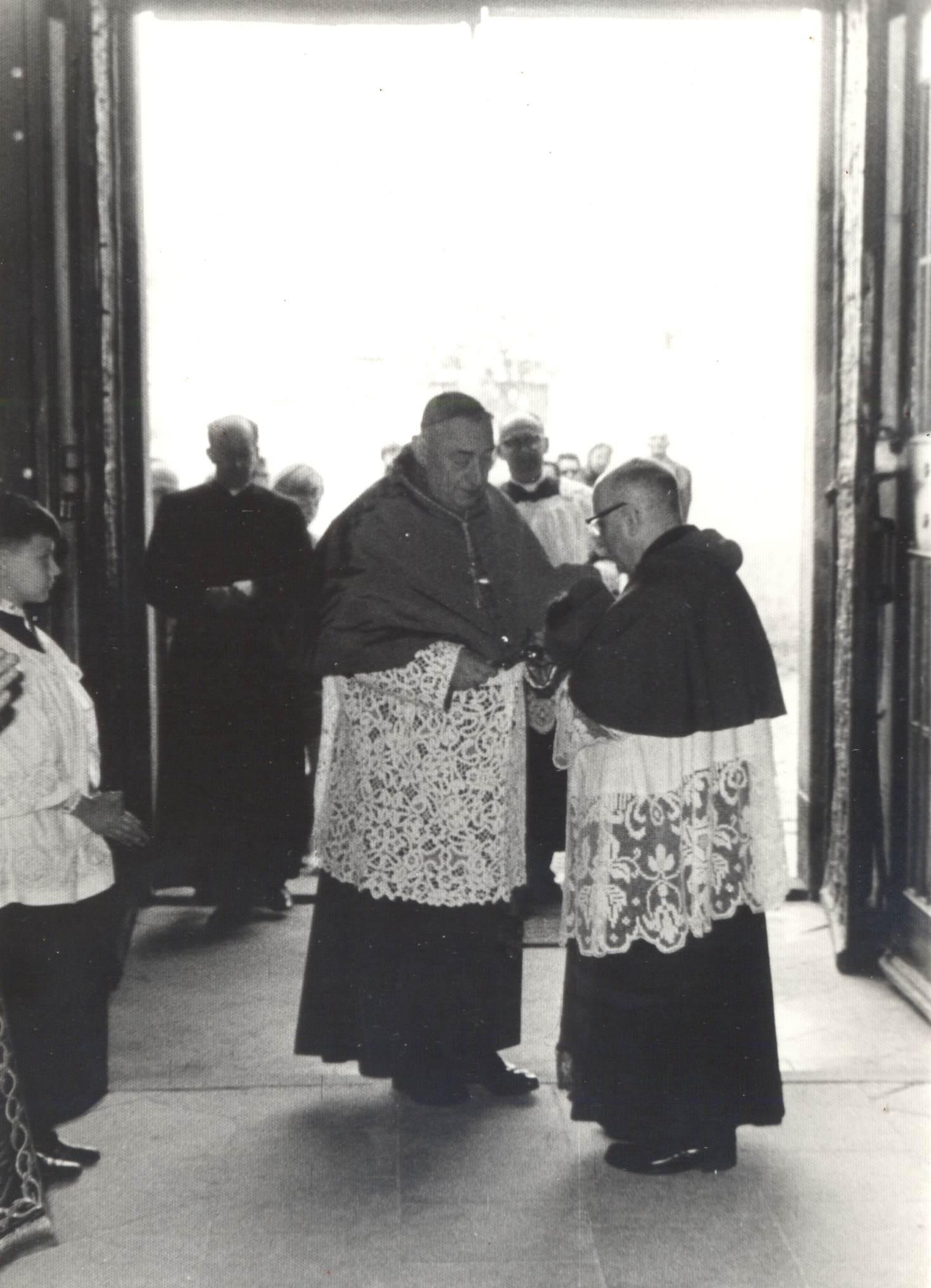
Kardinál Štěpán Trochta, SDB (uprostřed)

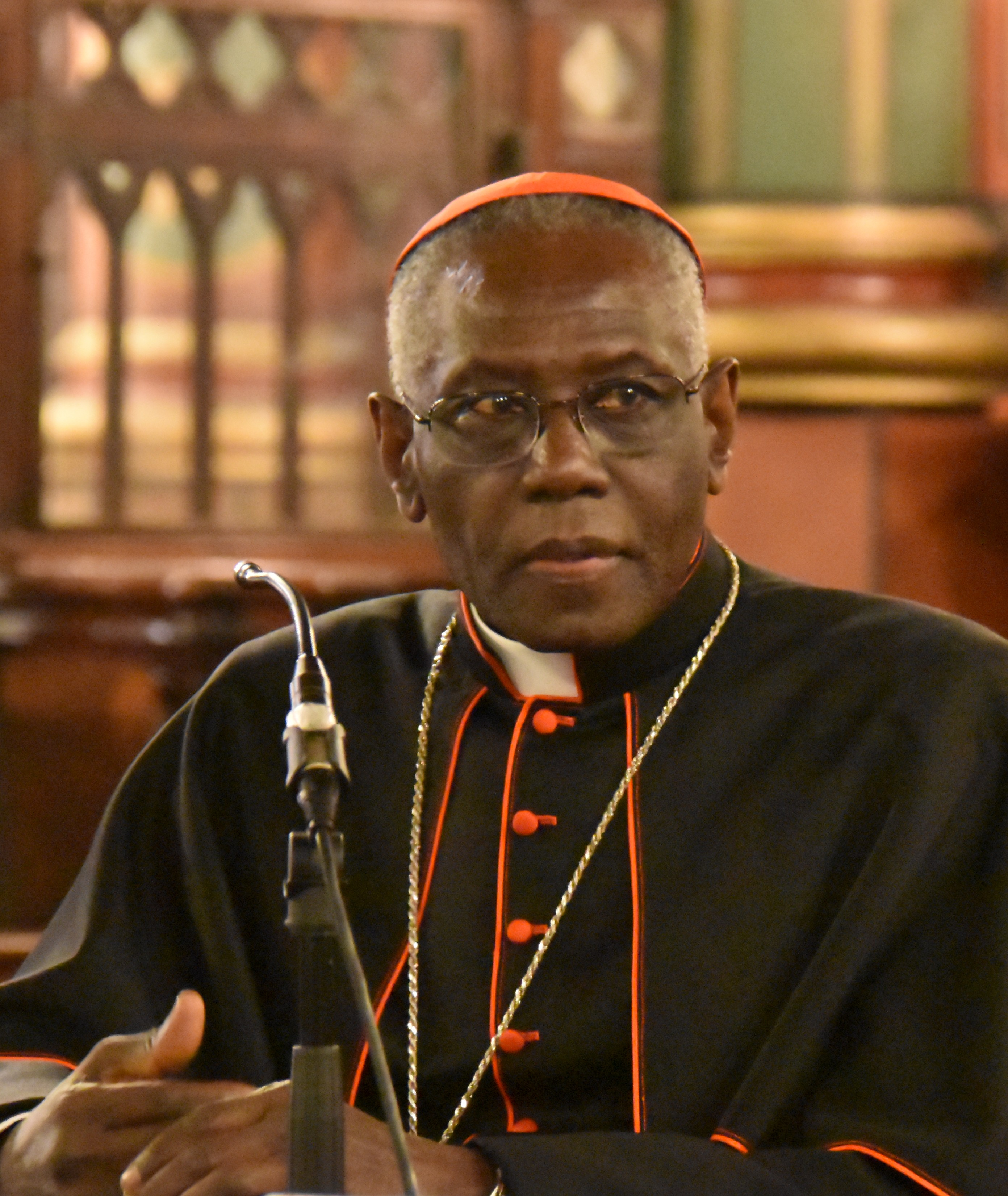
Kardinál Robert Sarah

Bazilika svatého Jana Boska (italsky San Giovanni Bosco in Via Tuscolana) je kostel v římské čtvrti Don Bosco, který se nachází mezi via Tuscolana a letištěm Centocelle. Je zasvěcen svatému Janu Boskovi. Slouží jako titulární diakonie pro kardinály (ve třídě kardinál-jáhen).

## Historie
Dne 5. února 1965 zřídil papež Pavel VI. tento kostel jako diakonii pod názvem San Giovanni Bosco na Via Tuscolana.  Dne 20. listopadu 1965 mu udělil status baziliky minor.
Kostel je farním kostelem v rámci římské diecéze a byl svěřen do péče otců salesiánů.

## Architektura
Budovu postavil na začátku 50. let sicilský architekt Gaetano Rapisardi(it). Dne 12. září 1952 byl Clementem Micarou, římským kardinálem vikářem, položen první kámen nové budovy. Kostel byl slavnostně otevřen 2. května 1959 Benedetto Aloisi Masella, kardinál protektor kongregace salesiánů. Velká část interiéru zůstala nedokončená až do roku 1964. Den po inauguraci navštívil papež Jan XXIII., aby se pomodlil u urny s ostatky Dona Boska, která byla při této příležitosti přivezena z Turína.

## Titulární kardinálové
- Federico Callori di Vignale (25. února 1965 – 10. srpna 1971)
- Štěpán Trochta, SDB, kardinál-kněz pro hac vice (12. 4. 1973 – 6. 4. 1974)
- Boleslaw Filipiak (24. května 1976 – 14. října 1978)
- Egano Righi-Lambertini (30. června 1979 – 26. listopadu 1990)
- Virgilio Noè (28. června 1991 – 26. února 2002)
- Stephen Fumio Hamao (21. října 2003 [2] – 8. listopadu 2007) [3]
- Robert Sarah (20. listopadu 2010 [4] – dosud, v roce 2021 povýšen pro hac vice do třídy kardinál-kněz)